# Philip Wilson
Philip Edward Wilson (2. října 1950 Cessnock – 17. ledna 2021 Adelaide) byl australský katolický kněz a biskup, od roku 2001 arcibiskup adelaidský. V důsledku obvinění zanedbání obvinění ze sexuálního zneužívání mladistvých kněžími se na sklonku května 2018 stáhl z vykonávání funkce biskupa (aniž by rezignoval) a jeho povinnosti vykonává jako apoštolský administrátor Gregory O'Kelly, biskup Diecéze Port Pirie. V červenci 2018 byl odsouzen k trestu odnětí svobody v délce jednoho roku za krytí zneužívání dětí, krátce poté rezignoval na svou funkci.
Arcibiskup Wilson je také komturem s hvězdou Řádu Božího hrobu a do roku 2021 byl prvním velkopřevorem jeho místodržitelství v Jižní Austrálii, založeného roku 2003.